# تاكاموري
تاكاموري (باليابانية: 高森町 (熊本県)) هي بلدية في اليابان، وبلدة في اليابان، تقع في كوماموتو، ومقاطعة أسو، كوماموتو، بلغ عدد سكانها 6,008 نسمة وذلك حسب إحصائيات سنة 2018، تبلغ مساحتها 175.06 كيلومتر مربع.